# L'Apparition des surhommes
L'Apparition des surhommes est un roman de science-fiction de B. R. Bruss publié en 1953.

## Résumé
Les événements se déroulent en 1987 en Suisse. Un mur invisible apparaît dans le canton de Neuchâtel. Il s'agit en fait  d'un cône qui englobe presque tout le canton, isolant les gens du monde extérieur. Même le son ne peut le traverser. Après analyse, les scientifiques et les militaires découvrent que ce dôme conique s'enfonce profondément dans le sol et s'élève très haut dans le ciel. Quelques jours plus tard, cette structure change d'apparence et devient progressivement totalement opaque. Avant qu'il ne devienne totalement opaque, des témoignages affirment que des anges survolent Neuchâtel. Le cône grandit d'année en année, "envahissant" plus d'espace. Après plusieurs tentatives pour détruire ce dôme, les autorités françaises décident d'utiliser des armes nucléaires, mais en vain. Le dôme est impénétrable et inexpugnable.
En 1990, des vaisseaux spatiaux parallélépipédiques apparaissent dans le ciel de Paris. La panique s'empare des gens. Une voix annonce vouloir contacter les autorités et exige qu'elles remettent les œuvres d'art les plus prestigieuses dans les 24 heures. Les mêmes événements se produisent dans le monde entier. En conséquence, les autorités des pays de la Terre sont contraintes d'accepter, car les attaques partout ont eu le même résultat infructueux. Après cela, les exigences des envahisseurs deviennent constantes : nourriture, personnes, ressources.
La deuxième partie revient dans le passé et raconte l'histoire de Georges Bardin, un étudiant aux Beaux-Arts, capturé en 1957 par les entités à l'origine du cône, et transformé en esclave et serviteur, mais bien traité. Il est transporté dans d'immenses cités souterraines, sous les Alpes. Il est chargé de peindre à la demande de ses maîtres. Bardin découvre que les entités s'appellent les Agoutes. Ils ont trois yeux, dont l'un a des capacités étendues, et sont d'une beauté et intelligence frappante. Certains sont dotés d'ailes. Avec d'autres prisonniers, Georges se résigne à son sort et ne prévoit ni évasion ni révolte. Peu à peu, la nature, l'essence et les intentions de ces "surhommes" sont révélées. Finalement, il devient clair qu'il ne s'agit que de personnes ayant un niveau élevé de développement intellectuel, mais non moral. Leur sagesse n'est pas à la mesure de leur intelligence et de leurs connaissances. La mort de millions de personnes ne les dérange pas, ils ne s'en soucient même pas. Bardin apprend que les Agoutes sont des mutants de la race humaine, apparus au XVIIe siècle, vivant depuis dans des grottes souterraines avant de commencer à prendre possession de la surface, sous le cône. Certains humains sélectionnés peuvent être transformés en Agoute, et Bardin est promis à en devenir un.
Dans la troisième partie, les événements se déroulent rapidement. L'apparition d'une faction des Agoutes plus dure envers les humains (à l'origine des événements décrits au début du livre) contribue à restaurer la conscience humaine et le désir de liberté chez Georges Bardin. Il parvient à s'échapper du cône en dérobant de la technologie Agoute. Elle lui permet aussi, avec l'aide et les moyens des autorités de la Terre maintenant unie contre les Agoutes, de concevoir un objet volant capable de pénétrer le cône et pouvant larguer une bombe atomique. Il profite d'une cérémonie annuelle où tous les Agoutes sont réunis pour les anéantir. Mais il sait que la mutation de la race humaine est en marche, et que les prochains Agoutes sont déjà nés..

## Commentaires
Alain Vuillemin, dans son ouvrage Le dictateur, ou, Le dieu truqué: dans les romans français et anglais (1918-1984), met en évidence le lien entre le concept philosophique de Nietzsche et de nombreux auteurs dont B. R. Bruss dans son ouvrage sur les Agoutes. Ainsi si le surhomme est une notion de Friedrich Nietzsche désignant un homme ayant dépassé le nihilisme, les Agoutes seraient donc une invitation à s'imaginer via une œuvre de science fiction, un futur possible pour l'humanité dont chaque lecteur fait évidemment partie. La possible transformation d'humain vers « Agoutes » introduisant l'espoir pour chaque lecteur.
Dans Histoire de la science-fiction moderne, 1911-1971, Volume 1 , Jacques Sadoul va encore dans ce sens, même s'il critique le choix de la couverture. À la page 338, il écrit, « Ce livre fut publié sous une couverture insensée où l'on voit un monstre serrer dans sa main griffue une jeune femme en slip et soutien-gorge pigeonnant alors qu'il n'y a rien de tel dans l'ouvrage de B. R. Bruss [...] ; c'est au contraire un beau roman, d'une grande élévation de pensée. »

## Postérité
B. R. Bruss a réutilisé plusieurs éléments de L'Apparition des surhommes dans un roman postérieur, Le Mystère des Sups, paru en 1967. On y retrouve en particulier l'établissement sur la Terre de bases à l'accès interdit par des êtres mystérieux et apparemment supérieurs, leurs réquisitions régulières de produits et matériaux de toutes sortes enlevés par des engins volants, l'emploi d'une voix désincarnée pour donner des ordres, les punitions sous forme de crampes douloureuses en réponse à tout refus, etc. Mais l'argument de ce roman est différent, reposant quant à lui sur une « bienveillante supercherie » organisée par d'autres humains.

## Editions
- L'Apparition des surhommes, Éditions Jean Froissart, 1953 (nd), Temps futurs, no (1). Couverture de Aslan.
- L'Apparition des surhommes, Livre de poche, coll. SF (1re série, 1977-1981) no 7004, sous le titre Apparition des surhommes, 1er trimestre 1977  (ISBN 2-253-01572-5), 256 pages. Couverture de Pierre Faucheux.
- L'Apparition des surhommes, in RENCONTRE, 1970 (nd) Chefs-d'œuvre de la science-fiction, no (2).
- L'Apparition des surhommes, in Serge Lehman, Chasseurs de chimères: L'âge d'or de la science-fiction française, Omnibus, septembre 2006  (ISBN 2-258-07048-1). Couverture de Didier Thimonier.